# Red Bull RB12
A Red Bull RB12 egy Formula–1-es versenyautó, mely a 2016-os Formula–1 világbajnokság során volt a Red Bull Racing csapat autója. Pilótái a szezon kezdetekor Daniel Ricciardo és Danyiil Kvjat voltak, utóbbit a Spanyol Nagydíjat megelőzően megcserélték a Scuderia Toro Rosso pilótájával, Max Verstappen-nel.

## Áttekintés
Külsőre az előd-modellel szinte megegyező a kasztni, a legfeltűnőbb változás az volt, hogy a csapat lecserélte az évek óta használt festését, mégpedig egy matt alapúra. A motor ebben az évben is Renault volt, csakhogy mivel az előző évek technikai problémái miatt elmérgesedett a felek közt a viszony, és mert a Renault ebben az évben újraindítótta gyári csapatát, ezért a motorokat TAG Heuer néven futtatták. Ez volt az utolsó Red Bull-versenyautó, mely a Total üzemanyagát és kenőanyagait használta.
Az osztrák nagydíjon a pilóták különleges, a tradícionális alpesi bőrnadrágot idéző mintájú overallban versenyeztek.

## A szezon
Az idény nem indult túl jól: noha a szabadedzéseken ott voltak az élen, az ausztrál időmérőn már nem volt meg a teljesítmény. Kvjat ki is esett a Q1-ben, amihez valószínűleg a technikának is köze lehetett, mert másnap a futamon el sem tudott rajtolni. Ricciardo viszont negyedik lett, és megfutotta a leggyorsabb kört is. Bahreinben hasonlóan szerepeltek, azonban Kvjat itt legalább pontokat tudott szerezni, Ricciardo pedig ismét negyedik lett. Kínában Ricciardo az első sorból rajtolt és vezette is a versenyt, csakhogy egy korai defekt miatt ki kellett állnia, és végül ismét csak negyedik lett. Vele ellentétben Kvjat harmadik helyen ért célba, megszerezve az év első dobogóját. Az orosz nagydíj azonban pocsékul alakult számukra: a versenyen Kvjat felöklelte az előtte haladó Sebastian Vettelt, aki beleszállt a csapattárs Ricciardóba, és mindhárom autó megsérült. Kvjat később még egyszer eltalálta Vettelt, aki nagy sebességnél kipördült - emiatt kapott egy 10 másodperces stop-and-go büntetést. A futamon a csapat nem szerzett pontot.
Az incidens miatt, és mert egyébként is elégedetlenek voltak Kvjat teljesítményével, lefokozták őt, és átkerült a Toro Rossóhoz, onnan pedig felhozták Max Verstappent. A spanyol futamon Verstappen negyediknek kvalifikált, aztán a versenyen kihasználta, hogy a két Mercedes kiütötte egymást, majd jó taktikával az élre ugrott és meg is nyerte a futamot - ezzel ő lett minden idők legfiatalabb Formula–1-es futamgyőztese, és az első holland győztes. Monacóban aztán Ricciardo megszerezte élete első pole pozícióját, és a győzelemre is esélye volt, de a csapat eltaktikázta magát, túl sokáig tartott a kerékcseréje, és így visszaesett a második helyre.
A szezon második felétől kezdve egyértelműen a Red Bull volt a Mercedes mögött a második erő a gyengélkedő Ferrarival szemben. Gyakran a győzelemért harcolhattak, és az olasz, valamint a szezonzáró abu-dzabi nagydíjat kivéve valamelyik pilótájuk mindig a dobogóra állhatott. Ennek oka volt közvetetten az is, hogy Verstappen nagyobb nyomást helyezett Ricciardóra, mint Kvjat, és a páros együtt igazán erős volt. Malajziában kettős győzelmet értek el (Ricciardo diadalmaskodott), habár ehhez szükségük volt a szerencsére és a Mercedesek gyengélkedésére is. A csapat az idényt a konstruktőri második helyen zárta úgy, hogy ők voltak 2014 után ismét az egyetlen csapat, amelyik győzelmet tudott szerezni a Mercedeseken kívül, sőt Ricciardo monacói pole-ja volt az egyetlen nem Mercedes-pole ebben az évben.

## Eredmények
(félkövérrel jelezve a pole pozíció, dőlt betűvel a leggyorsabb kör)
| 2016 | Red Bull Racing | TAG Heuer (Renault) | P |                  |    |   |   |    |   |    |   |   |   |   |   |   |    |   |   |   |   |    |   |   |   |     |    |
| 2016 | Red Bull Racing | TAG Heuer (Renault) | P | Daniel Ricciardo | 4  | 4 | 4 | 11 | 4 | 2  | 7 | 7 | 5 | 4 | 3 | 2 | 2  | 5 | 2 | 1 | 6 | 3  | 3 | 8 | 5 | 468 | 2. |
| 2016 | Red Bull Racing | TAG Heuer (Renault) | P | Danyiil Kvyat    | NI | 7 | 3 | 15 |   |    |   |   |   |   |   |   |    |   |   |   |   |    |   |   |   | 468 | 2. |
| 2016 | Red Bull Racing | TAG Heuer (Renault) | P | Max Verstappen   |    |   |   |    | 1 | KI | 4 | 8 | 2 | 2 | 5 | 3 | 11 | 7 | 6 | 2 | 2 | KI | 4 | 3 | 4 | 468 | 2. |

† Nem fejezte be a versenyt, de mivel megtette a táv 90 százalékát, ezért rangsorolták.